# Benedict Oberhauser
Benedict Oberhauser (auch Benedikt Oberhauser; * 25. Januar 1719 in Waizenkirchen; † 20. April 1786 im Stift Lambach) war ein österreichischer Benediktinerpater, Kirchenrechtler und Hochschullehrer.

## Leben
Oberhauser studierte an den Universitäten von Ingolstadt, Salzburg und Wien. Im Jahr 1739 trat er in das Stift Lambach und in den Benediktinerorden ein. Am 13. November 1740 legte er dort die Ordensgelübde ab. Seine Priesterweihe erfolgte schließlich am 12. Mai 1743. In der darauffolgenden Zeit übte er für das Kloster das Amt des Forstmeisters aus, wobei er daneben weiter das Kirchenrecht studierte.
Oberhauser folgte 1753 einem Ruf auf die Professur für Theoretische Philosophie an die Universität in Salzburg. 1755 wurde er dort Professor des Kirchenrechts. Er lehnte mehrere Rufe anderer Universitäten ab. Nachdem er am 26. Februar 1760 zum Doktor der Rechte promoviert worden war, folgte er im gleichen Jahr einem Ruf als Professor des Kirchenrechts und Geistlicher Rat an die Universität Fulda, jedoch mit dem Vorbehalt, jederzeit nach Salzburg zurückkehren zu können. Seine Lehre wurde in Fulda zunächst sehr positiv aufgenommen, da er allerdings die Reichweite der römische Kurie gegenüber der staatlichen als beschränkt auffasste und somit gegen den Ultramontanismus schrieb und lehrte, sah er sich solchen Anfeindungen, bis hin zu einem päpstlichen Lehrverbot ausgesetzt, dass er 1764/1765 seine Professur niederlegte und Fulda verließ. 1764 setzte die Glaubenskongregation außerdem mehrere seiner Werke, darunter die Pratlectiones canonicae, auf den Index.
Oberhauser kehrte in sein Kloster Lambach zurück. Dort betätigte er sich weiter als kirchenrechtlicher Schriftsteller. Hierzu wurde er vom Salzburger Fürsterzbischof Hieronymus von Colloredo persönlich bestärkt. Dieser ernannte ihn am 2. November 1776 zum Geistlichen Rat. Oberhauser blieb schließlich bis zu seinem Tod in Lambach. Seine Grabinschrift nannte ihn celebratissimus canonici juris consultorum in Austria coriphaeus, ultramontistarum validissimus malleus („das hochberühmte Haupt der Gelehrten des kanonischen Rechts in Österreich und der kräftigste Hammer gegen die Ultramontanisten“).

## Werke (Auswahl)
- Syntagma causarum, ex quibus nata, propagata ac emendata philosophia, Mayr, Salzburg 1754.
- Sensationis natura et structura, Mayr, Salzburg 1755.
- Praelectiones canonicae juxta titulos librorum decretalium ex monumentis, auctoribus et controversiis melioris notae, Mayr, Salzburg 1761.
- Systema historico-criticum divisarum potestatum in legibus matrimonialibus impedimentorum dirimentium, Varrentrap, Frankfurt am Main 1771.
- Apologia historico-critica divisarum potestatum in legibus matrimonialibus impedimentorum dirimentium, Varrentrap, Frankfurt am Main 1771.
- Compendium Praelectionum Canonicarum Iuxta Libros Quinque Decretalium, Varrentrap, Frankfurt am Main 1774.
- Manvale Selectiorvm Conciliorvm, Et Canonvm, Aliarvmqve Rervm Memorabiliorvm, Orphanotrophium, Salzburg 1776.
- Specimen cultioris iurisprudentiae canonicae ad iustas ideas divini primatus in Romana ecclesia evolvendas, Frankfurt am Main 1777.
- De Dignitate Utriusque Cleri, Tam Saecularis, Quam Regularis, 2 Bände, Typographia Aulico-Academica, Salzburg 1785–1786.